# Söderstaden, Norrköping
Söderstaden är en stadsdel i Norrköping.
Under andra halvan av 1800-talet växte Nya staden fram på Östra Såpkullen och Adelsgärdena mellan Södra Promenaden och stadsgränsen (vid nuvarande Albrektsvägen). Den första bebyggelsen låg i kvarteren kring Nelinsgatan (då kallad Storgatan) och Askebygatan (Allégatan) vid Södra kyrkogården. Till skillnad från de norra förstäderna var Södra förstaden planlagd ända början och bebyggelsen reglerad. 
När gatorna fick officiellt fastställda namn 1911–1912 hämtades dessa genomgående från gruppen ”märkesmän i stadens historia” och främst då sådana som gjort donationer till staden. Namngruppen kom sedan att användas till de flesta gatorna i stadsdelen men senare premierades även kulturhistoriska gärningar.
I Söderstaden ligger Norrköpings konstmuseum, Södra kyrkogården och Linghallen samt Vasaparken, Nelinsparken, Bockängen och Östra Såpkullen.